# Guindaste

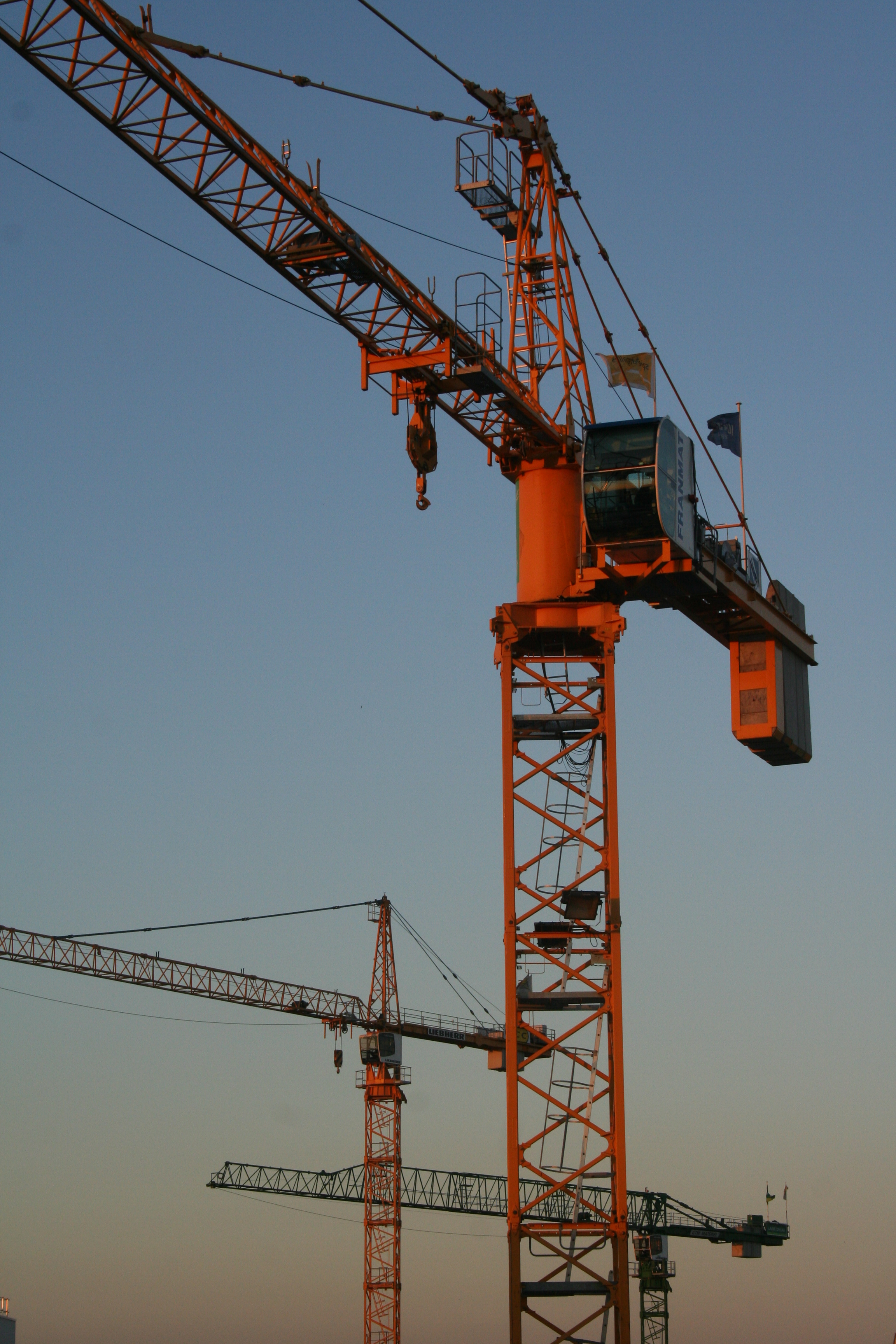
Guindastes nos subúrbios de Paris, na França

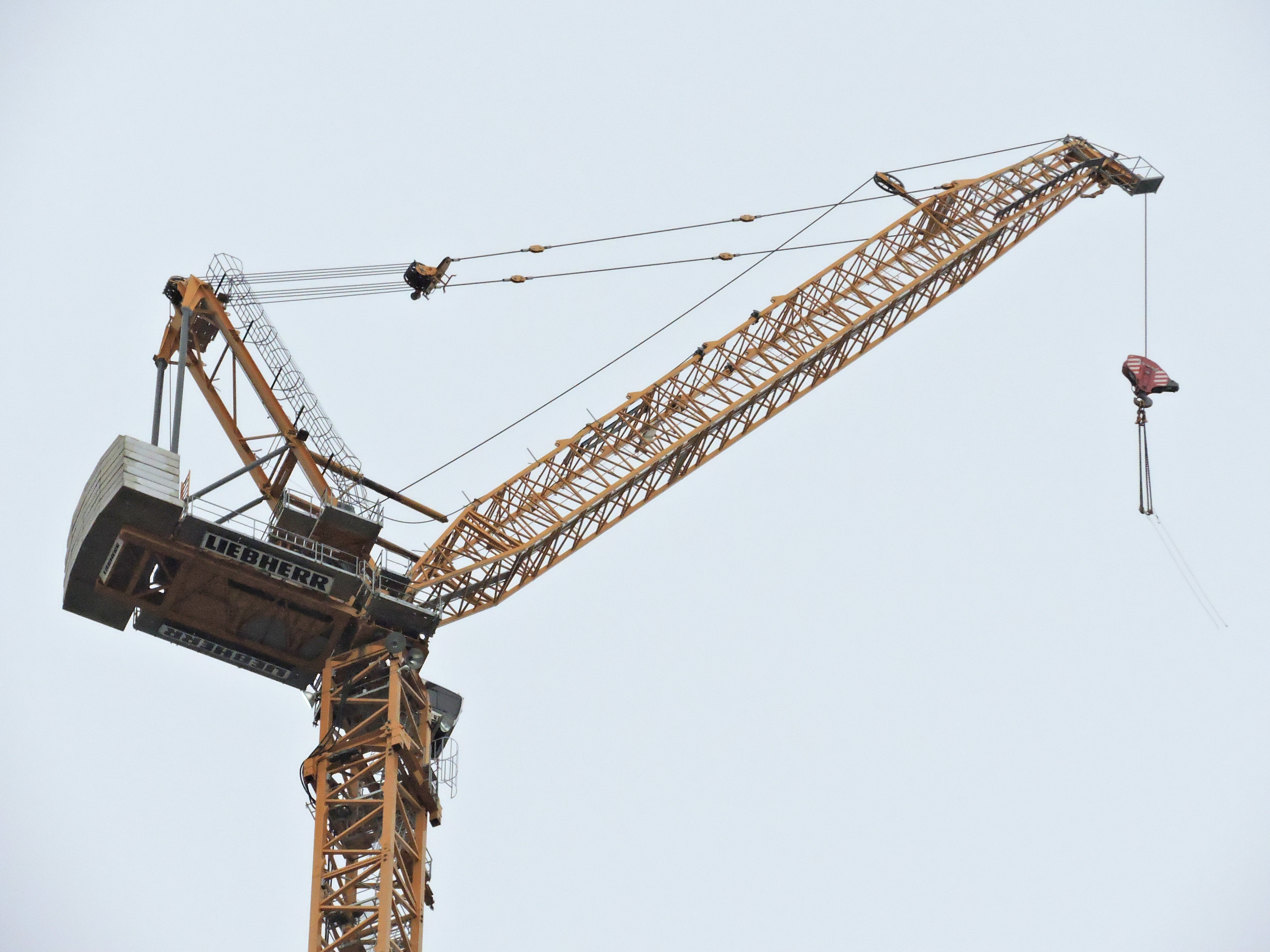
Guindaste de torre «Liebherr-710 HC-L 32/64 Litronic» de Lakhta Center

O guindaste (também chamado de grua e, nos navios, pau de carga) é um equipamento utilizado para a elevação e a movimentação de cargas e materiais pesados, assim como, a ponte rolante usando o princípio da física no qual uma ou mais máquinas simples criam vantagem mecânica para mover cargas além da capacidade humana.
São comumente empregados nas indústrias, terminais portuários e aeroportuários, onde se exige grande mobilidade no manuseio de cargas e transporte de uma fonte primária à embarcação, trem ou elemento de transporte primário, ou mesmo avião, para uma fonte secundária, um veículo de transportes ou depósitos local. Pode descarregar e carregar contêineres, organizar material pesado em grandes depósitos, movimentação de cargas pesadas na construção civil e as conhecidas pontes rolantes ou guindastes móveis muito utilizados nas indústrias de laminação e motores pesados.

## História

Greco-Romano Trispastos ("Three-pulley-crane"), um dos primeiros guindastes (150 quilogramas de peso)

Os primeiros guindastes foram inventados na Idade Antiga pelos gregos e eram movidos por homens e/ou animais de carga (como os burros). Esses guindastes eram usados para construção de carros e prédios. Guindastes maiores foram desenvolvidos posteriormente usando engrenagens movidas por tração humana, permitindo a elevação de cargas mais pesadas.
Na Alta Idade Média, guindastes portuários foram introduzidos para carregamentos, descarregamentos e construções de embarcações - alguns eram construídos sobre torres de pedra para estabilidade e capacidade extras. Os primeiros guindastes eram feitos de madeira, mas, com a Revolução Industrial, passaram a ser produzidos com ferro fundido e aço. Atualmente, o guindaste é constituído normalmente por uma torre equipada com cabos e roldanas que é usada para levantar e baixar materiais.
Na construção civil, os guindastes são estruturas temporárias fixadas ao chão ou montadas num veículo especialmente concebido, normalmente ao lado da edificação, usado para elevar cargas pesadas aos andares superiores.
Os guindastes podem ser operados com cabine aonde há um controlador ou operador, por uma pequena unidade de controle que pode comunicar via rádio, por infravermelhos ou ligada por cabo.

## Etimologia
"Guindaste" procede do escandinavo vindâss, através do francês antigo guindas (hoje, guindeau).

## Variantes
Entre os mais variados tipos de guindastes, podemos citar:

### Grua

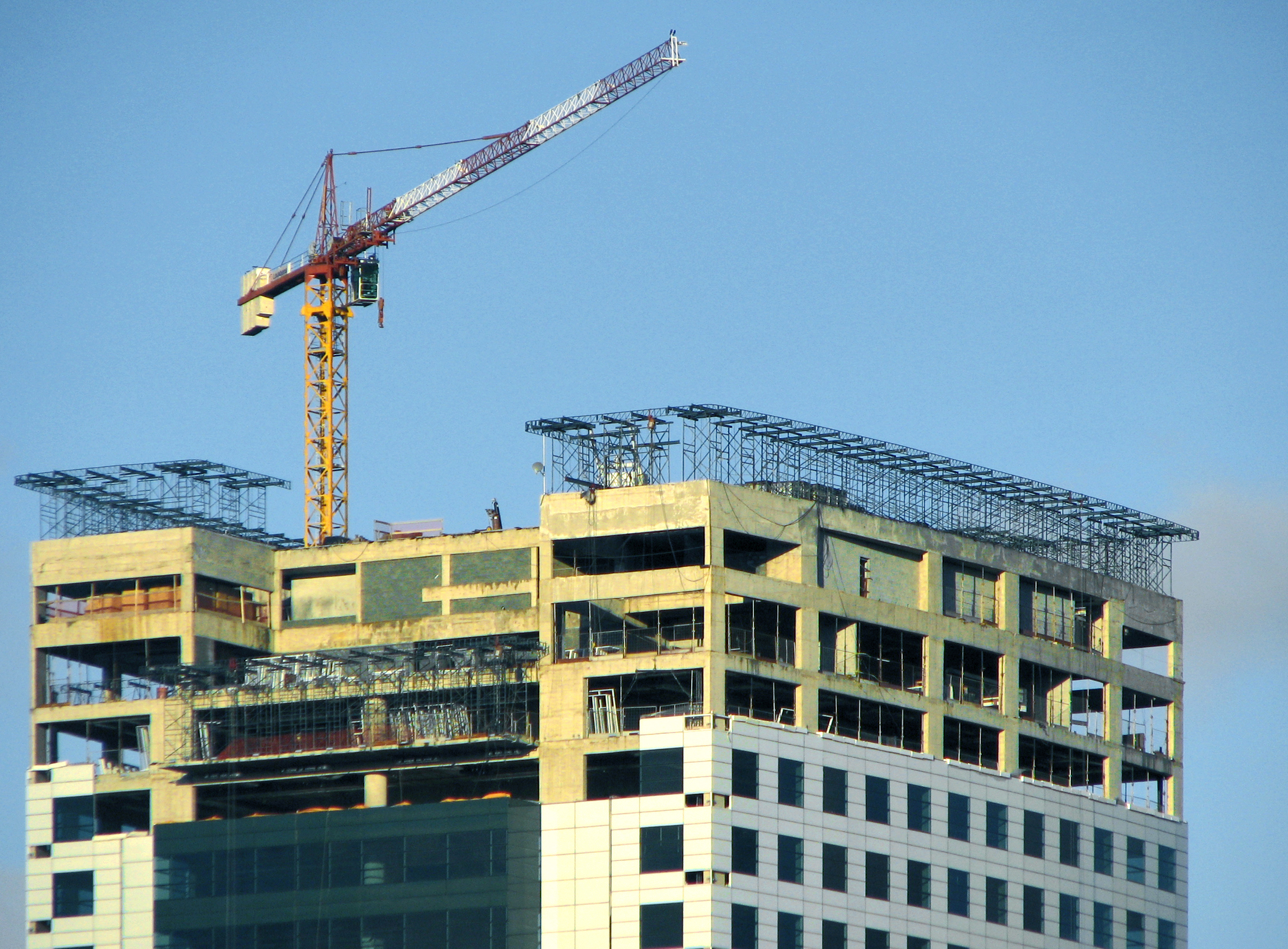
Grua utilizada na construção do Eldorado Business Tower, em São Paulo, no Brasil.

Também chamada de guindaste universal de torre, é um equipamento desenvolvido para auxiliar no transporte de cargas, tanto na horizontal como na vertical, tendo sido criada na Europa bem antes da Segunda Guerra Mundial (1939-1945). Foi mantida a sua concepção inicial sem grandes alterações até os dias de hoje. Desta forma, podemos dizer que é um equipamento de grande durabilidade e versatilidade: tendo manutenção adequada, poderá ser utilizado por várias décadas.
Ela é uma estrutura metálica de grande porte, pode ter altura de trabalho de 10 metros até 150 metros ou mais. A grande evolução ocorrida com as Gruas atualmente, ocorreu a partir de 1997, quando houve a inserção junto ao sistema de comando dos motores elétricos convencionais existentes, o sistema eletrônico de variador de frequência ou conversor de torque, fazendo com que a grua trabalhe mais suavemente, com arranque menos brusco acarretando menores manutenções e menor desgaste, inclusive com maior economia no consumo de energia elétrica.

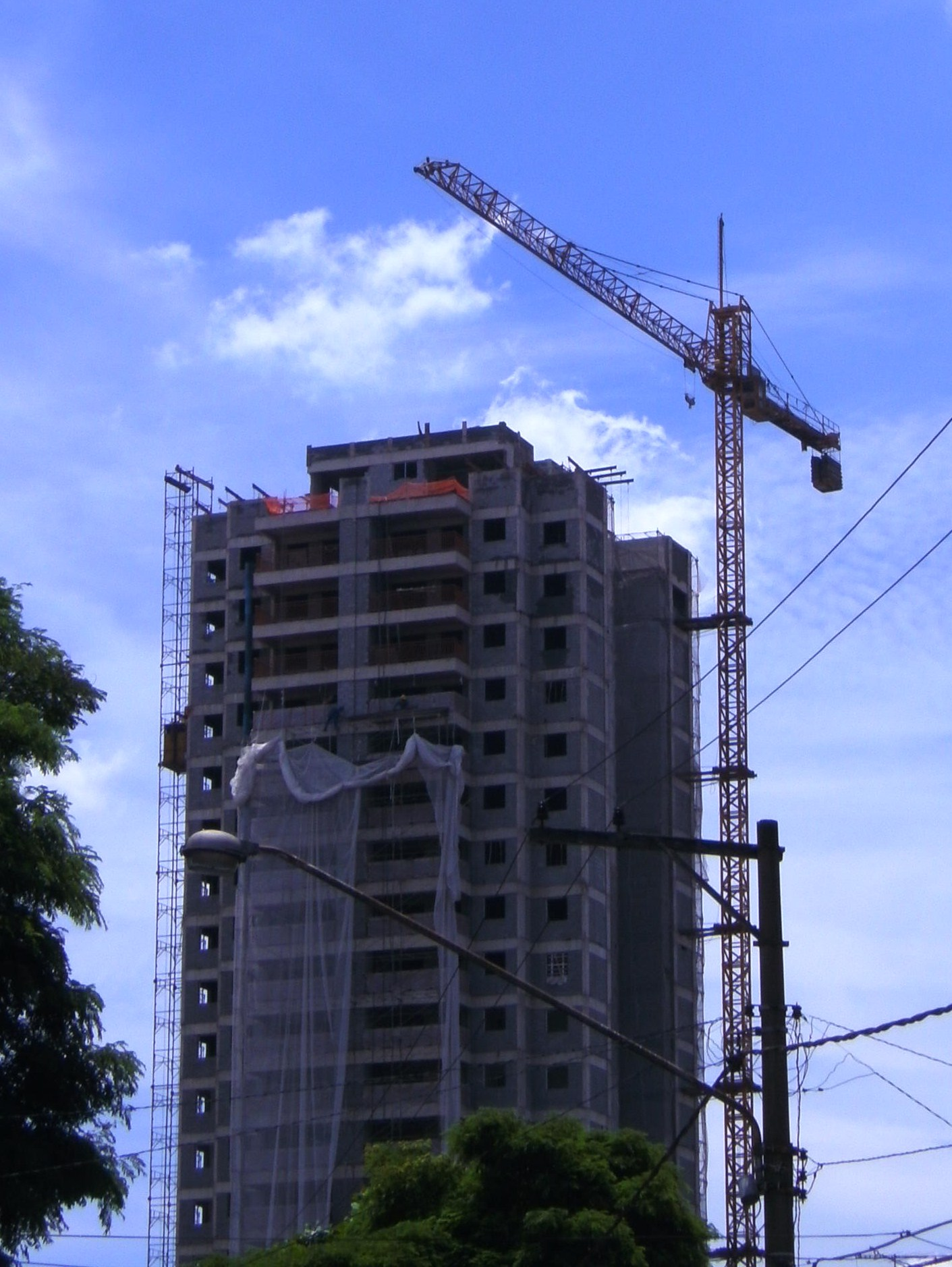
Grua utilizada na construção de uma edificação.

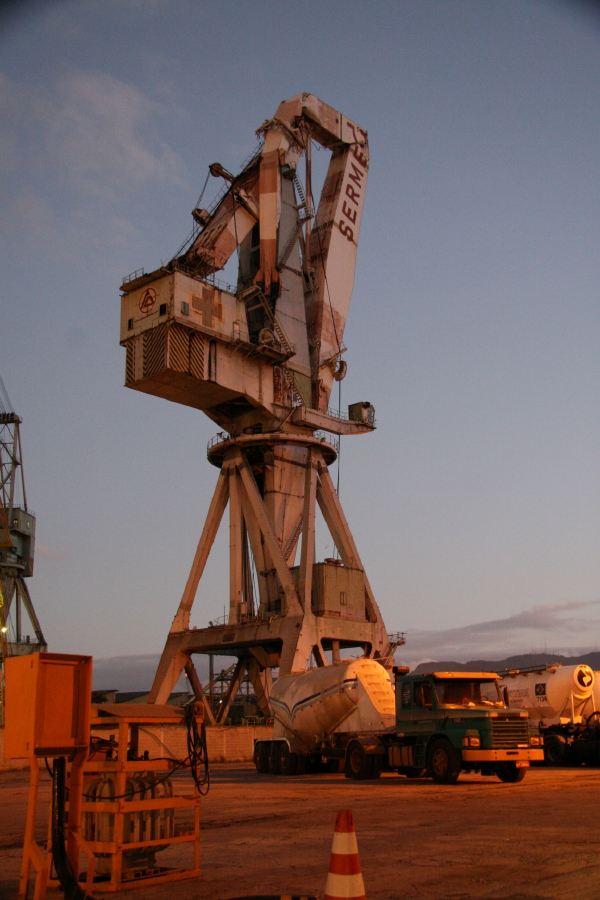
Guindaste danificado no estaleiro Briclog, antiga Ishikawajima do Brasil (desmontado em março de 2011) - Ishibras.

- Elementos básicos de uma grua (servem para qualquer tipo de guindaste), iniciando pela extremidade inferior da grua:
  - Truques de Translação (grua móvel).
  - Carro Base (móvel ou fixo) e Base Fixa.
  - Peso de Base.
  - Elemento de Pore (Base).
  - Mãos de parvos ou do presidente.
  - Elemento de Torre (Interno ou Externo).
  - Gaiola de Telescopagem.
  - Porta Rolamento.
  - Elemento Cabine.
  - Cabine.
  - Ponta da Torre.
  - Contra-Lança.
  - Tirantes da Bazuca-Lança.
  - Contra peso de Contra-Lança.
  - Lança.
  - Tirantes da Lança.
  - Carrinho da Lança.
  - Moitão de Carga.
  - Sistema Operacional.
  - Limites de Segurança.

### Pinça ou multiangular
Usado na construção civil, é desmontável devido a ser pesado e grande, geralmente treliçado. É composto de duas extremidades: numa delas, fica a pinça elevatória descendente e/ou ascendente; na outra, fica um imenso contrapeso, que estabiliza o conjunto, evitando a sua queda. Normalmente, é fixada em pesada base sustentado por uma torre modular. É um conjunto de possante motor com roldanas, acopladas a um ou mais cabos de alta resistência.
Utiliza a teoria das roldanas para "dividir" o peso nos cabos de elevação.

### Pórticos
Usados normalmente em portos para descarregar grandes e pequenos contentores ou contêineres, ou embalagens padrão para transporte de cargas com capacidade de até 20 metros cúbicos. Esse tipo de guindaste pode erguer até 12 contentores (contêineres) de 20 metros cúbicos cada um ou mais em alguns casos.

### Grua florestal
Equipamento utilizado para transportar toras de madeira, carregadas em caminhões ou carretas, levadas para processamento em indústrias de carvão vegetal, papel e celulose e para alimentação de caldeiras.

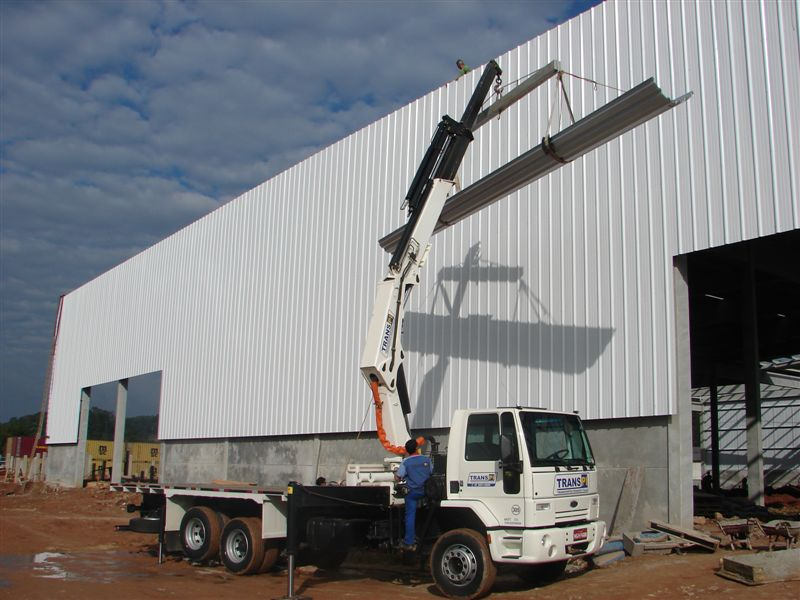
Munck

### Truck-crane, guindauto rodoviário ou munck
Usados para a movimentação de cargas na construção civil, descarga de maquinário, montagem de estruturas e movimentação de tanques, silos, entre outras utilidades. São equipamentos montados sobre caminhão convencional (com chassis alongado) ou concebidos num conjunto que já compreende caminhão e equipamento num só. Tem lança telescópica com a opção de colocação de jib. Podem ter diversas capacidades e ser de diversas marcas, em sua maioria estrangeiras. Popularmente no Brasil são chamados de "caminhão munck".

### Guindaste ferroviário
Um guindaste ferroviário é um tipo de guindaste adaptado para ser usado em uma ferrovia para exercer três propósitos principais: movimentação de carga em pátios de mercadorias, manutenção de via permanente (PW) e trabalho de recuperação de acidentes. 